# Antonio Sanz
Pour les articles homonymes, voir Sanz.
Antonio Sanz del Campo né le 23 mai 1995, est un joueur espagnol de hockey sur gazon. Il évolue au Sanse Complutense et avec l'équipe nationale espagnole.

## Carrière
Il a débuté en équipe première le 4 février 2022 contre l'Angleterre à Valence lors de la Ligue professionnelle 2021-2022.